# هجمات راجوري 2023

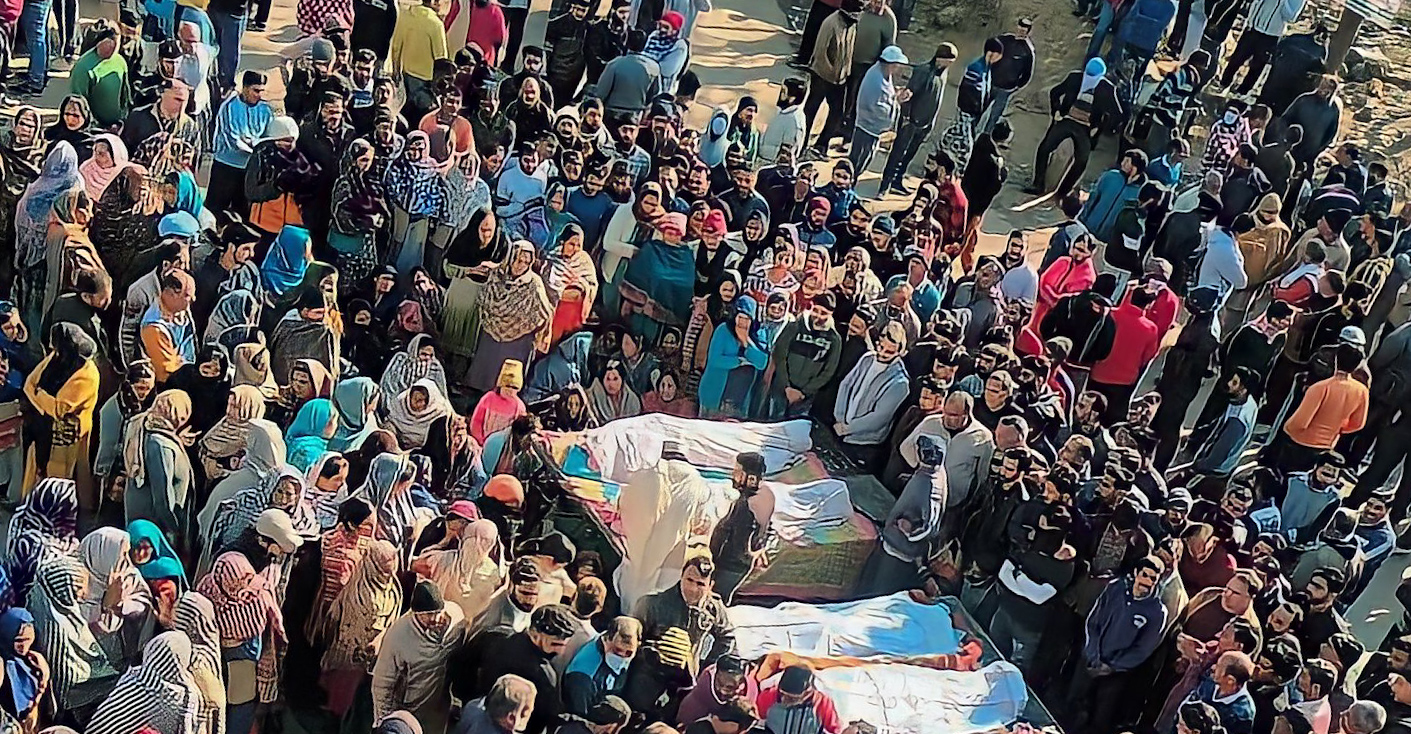
الصورة توضح تشييع جنازة ضحايا هجوم الراجوري الإرهابي

هجمات راجوري 2023 هي سلسلة من الهجمات الإرهابية المشتبه بها والتي بدأت في 1 يناير 2023 في قرية دانجري بمقاطعة راجوري في جامو وكشمير (منطقة اتحادية) مما أدى إلى مقتل أربعة وإصابة تسعة أشخاص آخرين. في 2 يناير 2023 وقع انفجار بالقرب من نفس موقع الهجوم نتج عنه وفاة طفل قاصر وإصابة خمسة آخرين. توفي قاصر آخر أصيب في انفجار الثاني من يناير متأثرا بجروحه، مما رفع عدد القتلى إلى ستة في هجومين إرهابيين. ألقت الأحزاب السياسية الإقليمية في جامو وكشمير باللوم على سياسات نيودلهي في كشمير والانهيارات الأمنية بسبب إدارة نائب حاكم إقليم الاتحاد مانوج سينها في هجوم راجوري الإرهابي. في غضون ذلك يلقي قادة حزب بهارتيا جاناتا باللوم على باكستان في هذا الهجوم. نفت جبهة المقاومة بحسب مصادر استخباراتية أنها كانت ضربة إرهابية.